# 瓦爾迪茲 (新墨西哥州)
瓦爾迪茲（英語：Valdez）是位於美國新墨西哥州陶斯縣的非建制地區。

## 歷史
瓦爾迪茲的郵局自1895年營運至今。

## 地理
瓦爾迪茲所處的海拔為高於海平面2264米（即7428英呎），而該地所採用的時區為UTC-7，即北美山地时区（MST）。同時該地設有夏令時間，為UTC-7調快一小時，即UTC-6（MDT）。